# Barev, yes em
Barev, yes em è un film del 1966 diretto da Frunze Dovlatyan.
Il film descrive la storia del fisico armeno Artem Alikhanian.